# Идалго Нето, Жозе
Жозе́ Идалго Нето (порт.-браз. José Hidalgo Neto; 3 ноября 1943, Сан-Паулу) — бразильский футболист, полузащитник.

## Карьера
Жозе Идалго родился в районе Моока в Сан-Паулу. Он начал свою карьеру в клубе «Ипиранга», откуда ушёл в «Жувентус», став играть за основной состав с 1963 года. В 1964 году он попал в сборную штата Сан-Паулу, которая обыграла сборную штата Рио-де-Жанейро со счётом 4:3. В 1966 году он был продан в клуб «XV ноября» из Пирасикабы, которому помог в следующем году выйти в высший дивизион чемпионата штата. Затем он играл за «Атлетико Минейро» в Кубке Роберто Гомеса Педрозы, но не захотел оставаться в Белу-Оризонти. Он попал в «Сантос» по приглашению Манги, но клуб, испытывавший финансовые проблемы, не смог выкупить его трансфер.
В 1970 году он стал игроком клуба «Коритиба», куда его пригласил лично Фильпо Нуньес, настоявший на покупке полузащитника. С клубом он выиграл пять подряд чемпионатов штата Парана, после чего завершил игровую карьеру. Тогда же он получил своё прозвище — «Капитан Идалго», когда стал капитаном «Коритибы». В 1975 году он ни разу не выходил на поле, но выиграл турнир, являясь исполняющим обязанности тренера клуба. Завершив выступления, Идалго устроился работать на спортивном радио в Куритибе. Также он работал на радиостанциях Rádio Globo Am-670, Rádio Cidade Am, Rádio Tupi и Rádio Record, где комментировал чемпионаты мира, трансляции Формулы-1 и другие международные соревнования. В 2006 году он стал координатором «Коритибы».

## Достижения
- Чемпион штата Парана: 1971, 1972, 1973, 1974, 1975

## Личная жизнь
Жозе Идалго женат на Клелии Феррейра. Он отец профессора Клебера Идалго.
Идалго — почётный житель Куритибы.

## Статистика
- Профиль на ogol.com.br